# Dark Souls III
Dark Souls III — рольова відеогра, розроблена FromSoftware і видана Bandai Namco Entertainment для PlayStation 4, Xbox One і Microsoft Windows. Вийшла 24 березня 2016 року в Японії та 12 квітня 2016 по всьому світу. Є заключною частиною серії Dark Souls та оповідає про повсталого з мертвих героя, який шукає в занепалому й помираючому світі Володарів Попелу, яким під силу відновити джерело життя.

## Ігровий процес

Незапалений перед вороже налаштованою сторожею

Як і в попередніх частинах, гравець досліджує власноруч створеним героєм місцевості та знищує ворогів для його розвитку і просування сюжетом. Для цього персонаж користується різноманітною зброєю, обладунками, закляттями й магічними предметами. З переможених ворогів він добуває душі, які слугують для збільшення його характеристик і покупки корисних речей. Регулярно повертаючись у Храм Полум'я, герой може поговорити з низкою персонажів, і скористатись їхніми послугами. В Берегині Полум'я за душі збільшуються характеристики героя, в покоївки можна придбати чи продати предмети, коваль Анрі ремонтує і вдосконалює зброю та спорядження. Крім того, в храмі знаходяться низка інших персонажів, послугами яких стає можливо скористатись в міру проходження гри..
Класова система лишилася колишньою, але було введено новий клас вісник (подібний до лицаря, але гірше оснащений, натомість здатний зі старту чаклувати) і повернуто піроманта з першої частини. На відміну від героїв попередніх ігор, званих Обраним немертвим, герой Dark Souls III називається Незапаленим. Він завжди має нормальну людську подобу, а не висохлого мерця, тому не використовує предмет людяність, як в попередніх частинах, що позбавляв штрафів і непривабливих рис немертвого. Натомість у Dark Souls III герой може бути в «незапаленому» та «запаленому» станах. Скориставшись спеціальним вугіллям, він миттєво лікується, збільшує свої характеристики, проте стає вразливим до нападів інших гравців. Якщо протагоніст гине, то відроджується біля найближчого відвіданого вогнища, але втрачає добуті душі. Вони лишаються на місці останньої смерті та можуть бути забрані, але якщо Незапалений загине дорогою, вони зникнуть безповоротно. Подібно як в другій частині серії, можливо швидко переноситися між уже відомими вогнищами.
Бої стали динамічнішими, а кожна зброя отримала унікальні прийоми її застосування. Для вдосконалення зброї, крім допомоги коваля, тепер потрібні й рідкісні мінерали. Також коваль може викувати додаткові фляжки для зберігання лікувального зілля естусу. На чаклування і використання особливих атак зброєю витрачається запас концентрації. Відновлюється він особливим синім естусом, який персонаж носить із собою у флягах, так само як і зелений для відновлення здоров'я. При цьому набір фляг єдиний для обох і гравець має вибирати скільки з них наповнювати естусом кожного виду при відпочинку біля вогнищ. З'явилася можливість піднімати рівень розвитку безкоштовно, але в обмін на носіння мітки, що дає штрафи.
З-поміж ворогів було введено міні-босів, змінилася поведінка деяких чудовиськ, які переслідують персонажа. Деякі істоти в ході бою трансформуються, або різко змінюють стиль боротьби. Зросла швидкість атаки босів і збільшилися набори їхніх прийомів. Разом з тим вони мають більш виражені, ніж в попередніх частинах, вразливості.
Приєднання до ковенантів у цій грі відбувається не через розмову з внутрішньоігровими персонажами, а екіпіруванням спеціальних предметів. Є змога почати нову гру з перенесенням у неї більшості добутих у попередній предметів і характеристик. За кожної наступної гри кількість душ противників зростає, збільшується корисність багатьох предметів, але не більше, ніж до восьмої гри.

## Світ гри
Події відбуваються в тому ж світі, що й Dark Souls і Dark Souls II, але після багатьох циклів згасання і розгорання Першого Полум'я, яке слугує джерелом життя. В цьому циклі впродовж поколінь багато людей з благородних родів спеціально готувалися до спалення себе в Полум'ї, щоб бодай на трохи підтримати його горіння. Та з кожним разом Полум'я вимагало все сильніших або численніших душ. В давнину п'ятеро правителів, Володарів Попелу, підтримали горіння, проте не спалили свої душі цілком.
З черговим згасанням світ вкотре занепадає. Все більше людей через свої Темні душі не помирають остаточно, а перетворюються на рухомих бездушних мерців «порожніх», одержимих жагою поглинати душі живих, проте так і не оживають, скільки б їх не поглинули. Безодня тим часом спотворює істот, обертаючи їх на чудовиськ. Наближається безжиттєва Епоха Темряви, яка стане останньою і вічною, якщо нічого не зробити.
Тепер Володарі Попелу повстають з могил, і на них покладаються надії повернути життя в світ. Однак для цього їм доведеться зібратися в землях, де межували їхні володіння, і повністю віддати власні душі для розпалення Першого Полум'я. Тільки король Людлет готовий піти на цю жертву, інші ж, цілий легіон Фаррона, Олдрік, Йорм і Лоріан-Лотрік, відмовилися загинути задля всього світу і лишили його повільно занепадати, поки все не обернеться на прах.
У цей час повстає з могили безіменний, який колись намагався розпалити Полум'я, проте не мав достатньо сили та був ним відкинутий. Інші звуть його Незапаленим (англ. Unkindled) чи Попільним (англ. Ashen One). Він не може згоріти в Першому Полум'ї, але саме йому можливо стати вмістилищем для душ Володарів Попелу і позбавити світ циклів, чим назавжди звільнити людей від прокляття «порожніх».

## Сюжет
Традиційно для серії сюжет більшою мірою подається через діалоги і описи предметів. Гравець може сам інтерпретувати його події.
Герой Незапалений повстає з мертвих на кладовищі, наповненому «порожніми». Відбиваючись від них, він прямує до міста Лотрік неподалік. Поряд герой може ризикнути й перемогти могутню кришталеву ящірку, здобувши цінні мінерали. Незапаленому вдається відбитися від нападників і вийти на площу, де він пробуджує Суддю Ґундіра, велетня в латах, зараженого Безоднею. Цей велетень виконує роль оцінювача, який вирішує чи гідний поточний претендент на те, щоб стати чемпіоном попелу та пройти далі, розпочавши виконання своєї місії. Протагоніст долає його та відбирає меч, який дозволяє магічним чином користуватись вогнищами.
Герой знаходить Храм Полум'я, де знаходяться такі ж повсталі з могил «незапалені». Один з них розповідає, що слід знайти Володарів Попелу, які колись запалили джерело життя, Перше Полум'я, і тепер як усі повернулися з мертвих. Там же перебуває Берегиня Полум'я, котра повідомляє, що Володарі чомусь покинули свої трони. Вона присягає протагоністові на вірність, пропонуючи йому трансформацію душ, які герой буде вбирати в себе, задля підвищення могутності. Коваль Андре пропонує свої послуги щодо ремонту, зачарування та підсилення властивостей зброї за допомогою знайдених матеріалів. Незапалений знаходить у храмі трони Володарів, тільки один з яких зайнятий Лудлетом, що був обпалений Полум'ям, коли вперше його розпалював. Він розповідає, що п'ятеро Володарів Попелу мусять зібратися там, сісти кожен на свій трон і спалити власні душі аби розпалити Полум'я знову. Якщо ж цього не зробити, світ продовжить марніти і загине. Також Лудлет розповідає про здатність до так званої «транспозиції» душ, яка дозволяє створювати з сильних душ корисні артефакти.
Незапалений в пошуках Володарів виходить із храму і ступає на великий зовнішній мур Лотріка. Він прокладає свій шлях крізь ватаги мерців, лицарів Лотріка та гончих. З підземного лотрикського карцеру він визволяє старого, але досвідченого бандита на ім'я Сірий Пацюк. Той просить головного героя зробити йому послугу та розшукати у поселенні мерців його добру знайому Лорету. Зі свого боку він обіцяє вірну службу та дарує перстень. Також протагоніст має можливість отримати від одного з повсталих з храму вогню Леонхарда Лихого Пальця ключ від ґрат, за якими видніється ліфт, що спускає головного героя в найглибшу підземну в'язницю Лотріку, де можна отримати Червоне око для міжкористувацького режиму та безкінечного вторгнення в світи інших гравців. Крім того герой перемагає лицаря-велетня, який охороняє центральну площу та всіх лицарів, які стережуть вхід до замку Лотріка. Всередині герой зустрічається з головною жрицею Лотріку Еммою. Вона розповідає, що в цих землях Володарів попелу немає, та вручає йому невеликий штандарт, який Незапалений має підняти перед проваллям для продовження пошуків. Однак вона попереджує героя, що вихід охороняє здичавілий лицар Вордт, поставлений понтифіком Саліваном для охорони виходу з Лотрікських земель. Після перемоги над ним Незапалений піднімає штандарт. Його підхоплюють горгулії та переносять до Поселення Мерців.
Там герой виявляє численні покинуті місця ув'язнення і тортур «порожніх». Також Незапалений знаходить кістку Лорети — жінки, яку просив розшукати Сірий Пацюк. Протагоніст пізніше може вручити Пацюку цю знахідку і той з болем приймає її, дозволивши Незапаленому залишити собі позичений йому перстень на знак подяки. Незапалений знаходить першу з проповідниць Поселення Мерців та перемагає її. Перед ним невдовзі падає гігантський спис. Незапалений помічає башту, з якої велетень обстрілює місцевість. Шукаючи стрільця, він пробивається до собору та знайомиться з лицарем Сігвардом Катарінським, який також бачить цей постріл та бажає вгамувати велетня. Головний герой дістається до вершини башти та укладає мир з велетнем. Водночас, спускаючись донизу, він помічає Сігварда, який зістрибнув раніше, та якому впав в око величезний вогняний демон, який патрулює центральну площу Поселення Мерців. Незапалений кидається в бій та з допомогою Сігварда долає демона. Незапалений за допомогою свого нового союзника прокладає шлях до площі, де відбувається церемонія поклоніння «порожніх» Проклятому Древу, що поглинає в себе їхні душі. Поборовши Прокляте Древо, Незапалений отримує його сильну душу та транспозиційну піч для Лудлета.
Він продовжує пошуки Володарів, ідучи по Шляху Пожертв, який пролягає руїнами й драговиною. На цьому шляху, котрому раніше прямували прочани в Собор Глибин, Незапаленому доводиться битися з мерцями, чудовиськами, та «порожніми» чаклунами. Герою належить розібратися з Кристалічним мудрецем та його учнями. Далі незапаленому доводиться прокладати шлях до Собору Глибин через стежки, на яких чатують розбійники та повсталі мерці з гончими. Вхід до храму закриває брама, для відкриття котрої слід розшукати на болотах три світильника, після чого згасити їх.
З боями діставшись до храму, Незапалений стикається з Дияконами Глибин, на чолі з архідияконом Ройсом, які своєю темною магією охороняють місце поховання Олдріка. Герой, проходячи повз драговину, перемагає воїнів Сторожових Псів Фаррона, і потрапляє до фортеці Фаррона. Всередині він застає Споглядача Безодні, одного з легіону Фаррона, що колись боронив людей від породжень Безодні. Але той вражений прокляттям і вбиває колишніх побратимів, після чого нападає на Незапаленого. Він виявляється першим з Володарів Попелу. Після битви з ним герой заходить в катакомби Картуса, населені рухомими скелетами. Герой має шанс дослідити катакомби та територію Зітлілого озера, яка кишить чудовиськами. Протагоністу належить здолати головного персонажа цих земель, лицаря Цоріга, відомого як «убивця лицарів», а разом з ним — гігантського черв'яка та короля Зітлілих земель — Володаря демонів. Незапалений врешті-решт постає перед Вольніром, завойовником Картуських катакомб у формі велетенського кістяка, та долає його аби продовжити подорож.
Герой досягає наступного собору, який зайняв понтифік Силіван, котрий шукає поживу для свого володаря, другого з Володарів Попелу, Олдріка. Він перемагає понтифіка й дістається до колишнього прихистку богів Анор Лондо, який нині спустошений, занепалий та перебуває під хазяйнуванням Олдріка та його поплічників. Той в результаті експериментів на собою та пожирання людей набув бридкої безформної подоби. Тепер прихожан не лишилося, тож Олдрік шукає старих богів аби пожерти їхні душі. Олдріка доводиться знищити і заволодіти його душею. Незапалений через підземелля доходить до Оскверненої столиці, в якій перебуває велетень Йорм, третій з Володарів Попелу. Герой змушений вбити і його, при цьому може отримати допомогу Сіґварда, що був другом Йорма до його божевілля.
Після цього Незапалений досягає замку Лотріка і заходить в сад, який зайняла потвора Оцейрос, колишній збожеволілий король, одержимий пошуками свого зниклого драконячого дитяти. Згодом він опиняється у верхньому замку, в якому перебуває останній Володар Попелу — Лотрік, душа якого суміщена з душею його брата Лоріана. Хоча всіх шуканих Володарів убито, та тепер їхній прах, покладений на їхні трони, містить душі й запалить Перше Полум'я.
Якщо герой між цим вирушить на Пік Архідракона, прибуває Безіменний Король, перший син прадавнього бога Ґвіна, що був за свою зраду на користь драконів забутий, наче його ніколи не існувало (війна богів з драконами згадується в першій Dark Souls). Він прагне завадити героєві, та врешті програє.
Незапалений збирає прах всіх Володарів, кладе їх на відповідні трони і схиляється перед вогнищем у храмі. Героєві відкривається дорога в Горнило Першого Полум'я, де на нього чекає Душа Попелу — втілення душ усіх Володарів. Після напруженої боротьби Незапалений добуває силу противника і постає перед вибором майбутньої долі світу:
Розпалити Перше Полум'я. Після перемоги над Душею Попелу герой використовує накопичену в ній силу для відновлення Полум'я, як це робили його незліченні попередники. Він сідає біля багаття, що повільно розгорається серед темряви з новою силою. Вогонь перекидається на душі в його тілі, не шкодячи самому Незапаленому. Це найпростіший для досягнення фінал, що не вимагає спеціальних умов.
Кінець Полум'я. Знайшовши Око Берегині Полум'я, герой допомагає їй згадати Епоху Темряви. Вона пропонує спротивитись обов'язку й побачити світ без Полум'я. Після перемоги над Душею Попелу герой отримує змогу викликати Берегиню Полум'я аби вона погасила джерело життя. Перше Полум'я згасає, настає Епоха Темряви і світ повертається до стану, в якому був на самому початку. Та Берегиня віщує, що колись воно знову проявить свою суть і спалахне заново, вже чисте й незгасиме.
Якщо після цього Незапалений уб'є Берегиню в насталій темряві, то іскра, що лишалася в її руках, буде осквернена його вчинком. Герой візьме іскру і під докори героєві голосом із вступного відео, вона стане розгоратися старим Полум'ям, яке так само колись приречене згаснути.
Привласнення Полум'я. Незапалений може взяти кілька чорних міток, для чого мусить багато разів померти, і не знімати їх до кінця гри. Також йому слід кілька разів знайти в різних місцях лицаря Анрі (стать цього персонажа завжди протилежна статі протагоніста) та здійснити з нею/ним церемонію одруження. Тоді після фінального бою з'являється можливість привласнити Полум'я, помістивши його до тіла як власну єдину душу, і самому стати джерелом життя. Всі жителі світу, що лишилися в ясному розумі, схиляються перед героєм і благають відновити світ.

## Доповнення
- Ashes of Ariandel — видане 25 жовтня 2016 року. Незапалений відвідує Собор Очищення, де його несподівано зустрічає лицар-раб Гаель, який просить його допомоги. Його пані потрібне побачити полум'я для  відновлення намальованого світу Аріанделя. В давнину втікачі з помираючого світу знайшли собі прихисток в цьому холодному штучному вимірі. Проте з часом картина почала гнити й відповідно занепав світ Аріанделя. Лише новим полум'ям можливо зупинити це гниття. Незапалений має обійти широкі засніжені льодові простори, наповнені воїнами та хижими звірами, та перемогти могутнього вовка-оберега цих земель та його хазяїна. Незапалений зустрічається з іншою колишньою незапаленою на ім'я Фріде та її батьком Аріанделем, які не бажають очищення світу та сприяють гниттю картини. В цьому доповненні Незапалений може відшукати унікальні предмети, ворогів, та арену для змагань між гравцями[7].
- The Ringed City — видане 28 березня 2017 року. Додає нові локації та велику кількість додаткової зброї, спорядження, ворогів, персонажів і новий ковенант. Проходження доповнення рекомендується після досягнення 100-го рівня розвитку. Тут Незапалений відвідує Закільцьоване місто, завалене руїнами різних епох, у переслідуванні лицаря Гаеля. Той розшукує Темну душу людства з метою воз'єднати її. Слідуючи за ним, Незапалений дізнається, що бог Ґвін зі страху перед силою Темної душі наклав на людей магічну печатку. Вона обмежила їхню силу та стала зрештою причиною прокляття «порожніх»[8].

## Оцінки й відгуки
| Агрегатор  | Оцінка                                 |
| ---------- | -------------------------------------- |
| Metacritic | (PS4) 89/100 (XONE) 86/100 (PC) 90/100 |

| Видання                    | Оцінка |
| -------------------------- | ------ |
| Destructoid                | 8.5/10 |
| Famitsu                    | 38/40  |
| Game Informer              | 9.3/10 |
| GameRevolution             | [ 15 ] |
| GameSpot                   | 8/10   |
| GamesRadar+                | [ 17 ] |
| IGN                        | 9.5/10 |
| PC Gamer (Велика Британія) | 94/100 |
| Polygon                    | 7/10   |

| Видання | Оцінка |
| ------- | ------ |
| PlayUA  | 89/100 |

Dark Souls III отримала загальне схвалення і дуже високі оцінки критиків. Крім візуальної складової та механіки боїв багатьма позитивно зазначалася подібність цієї гри до попередньої гри FromSoftware — Bloodborne.
Хлоя Ред з IGN оцінила Dark Souls III в 9.5 балів з 10, відзначаючи: «Якщо Dark Souls 3 дійсно остання в серії, як ми знаємо, вона достойна похвал». Річ Стентон з Eurogamer оцінив гру як «вагому», і також зауважив: «Dark Souls 3 — легендарна гра», яка є «достойним завершенням» серії. Стівен Сторм з Ars Technica, що гра все ще має «гладкий і вражаючий рендеринг і неповторний стиль серії» так само як і «найкращі бої з босами з-поміж усіх ігор Souls».
Негативні відгуки отримали продуктивність гри і частота кадрів, лінійний дизайн локацій, і вибір видавця Bandai Namco затримати випуск поза Японією.
За прес-релізом Bandai Namco Entertainment, опублікованим у травні 2020 року, продажі Dark Souls III склали на той час 10 млн копій. На цю гру припадає найбільше продажів у серії, тоді як ще 17 млн поділяють між собою Dark Souls і Dark Souls II.